# Beggin' (Madcon)
Beggin' è un singolo del 2008 del duo hip hop norvegese Madcon, cover dell'omonimo brano del 1967 del gruppo statunitense The Four Seasons. Il brano divenne in breve tempo numero uno in Norvegia ed ottenne molta popolarità in tutta Europa, l'anno successivo. Il singolo ottiene sei volte il disco di platino e diviene il singolo più venduto in Norvegia del 2008.

## Video musicale
Il video è molto surreale e divertente, con due giovani (che sono i due cantanti) che decidono di giocare ad Halo 3, ma durante la partita si addormentano e sognano di essere prima messi in prigione (da cui escono) e poi di essere corteggiati da una bella mora che beve il latte, simbolo stesso della fertilità e del gusto passionale. Finisce con i due si svegliano e ballano insieme a un gruppo di ragazzi, il tutto in puro stile anni settanta.

## Tracce
CD-Single
1. Beggin (Original Version) - 3:38
2. Beggin (Demolition Disco RMX) - 5:41

CD-Maxi
1. Beggin (Original Version) - 3:38
2. Beggin (Phreak Inc. RMX) - 4:11
3. Beggin (Demolition Disco RMX) - 5:41
4. Beggin (DJ Size Rocfam RMX) - 3:09
5. Beggin (Videoclip)

## Classifiche
| Classifica (2008) | Posizione più alta |
| ----------------- | ------------------ |
| Austria           | 7                  |
| Belgio            | 24                 |
| Paesi Bassi       | 62                 |
| Germania          | 7                  |
| Italia            | 8                  |
| Irlanda           | 31                 |
| Norvegia          | 1                  |
| Francia           | 1                  |
| Polonia           | 25                 |
| Regno Unito       | 5                  |
| Russia            | 6                  |
| Svezia            | 11                 |
| Svizzera          | 19                 |
| Turchia           | 2                  |
| Ucraina           | 1                  |

## Cover
Nel 2017 viene pubblicata un'altra cover ad opera dei Måneskin